# Viriato Soares Cassamá
Viriato Luís Soares Cassamá é um engenheiro e político da Guiné-Bissau.

## Biografia
Licenciado em Engenharia do Ambiente, pela Faculdade de Ciências e Tecnologia da Universidade Nova de Lisboa - 1997. Mestre em Georrecursos, pelo Instituto Superior Técnico da Universidade Técnica de Lisboa  –  2006. Doutorando em Estudos Globais, pela Universidade Aberta, Portugal. Director-geral do Ambiente (2016-2020), Coordenador do Projecto Promoção de uma Agricultura Clima-Inteligente no Leste da Guiné-Bissau. Investigador em matéria Detecção Remota das Alterações do Coberto do solo, Cartografia da Vegetação, Sistemas de Informação Geográfica. Foi nomeado  Ministro do Ambiente e Biodiversidade, no executivo de Nuno Nabiam.